# Paraplexaura asper
Paraplexaura asper is een zachte koraalsoort uit de familie Plexauridae. De koraalsoort komt uit het geslacht Paraplexaura. Paraplexaura asper werd in 1902 voor het eerst wetenschappelijk beschreven door Moroff. 